# Adam Minarovich
Adam Minarovich (Anderson, Carolina del Sur, 30 de enero de 1977) es un actor, guionista y director de cine estadounidense conocido por su papel como Ed en la serie The Walking Dead.
Adam dirigió y apareció en la película Exhibit A-7. Recientemente, Adam interpretó a Ed, el esposo abusivo de Carol (Melissa McBride) en la serie The Walking Dead.

## Filmografía
- The Walking Dead (serie de televisión) como Ed Peletier
- Exhibit A-7 (La dirigió y apareció en la película)